# 岩出市民俗資料館
岩出市民俗資料館（いわでしみんぞくしりょうかん）は和歌山県岩出市にある博物館。

## 概要
国宝の大塔がある根来寺や伝統工芸の根来塗が全国に知られている岩出市の歴史と文化を紹介する博物館である。
常設展示室では古代から現在に至る岩出の歴史・民俗・文化に関する資料を映像やジオラマ等も用いて公開している。企画展示室では秋に企画展が開催される。

## 施設
- 常設展示室
- 企画展示室
- 会議室
- 根来塗工房 - 毎週水曜・土曜に根来塗製作工程の公開と根来塗講座が催される。

## 利用情報
- 開館時間： 9時 - 16時30分
- 休館日： 火曜、祝日の翌日
- 入館無料

## 交通アクセス
- 和歌山線 岩出駅から
  - 和歌山バス那賀 近畿大学経由樽井駅前行きに乗車し約25分、根来寺停留所下車すぐ
  - タクシー約15分
- 南海本線樽井駅、阪和線和泉砂川駅から
  - 和歌山バス那賀 近畿大学経由岩出駅前行きに乗車し、根来寺停留所下車すぐ

## 周辺
- 岩出市立岩出図書館